# Indotyphlops madgemintonae
Indotyphlops madgemintonae — вид змій родини сліпунів (Typhlopidae). Ендемік Пакистану.

## Підвиди
Виділяють два підвиди:
- Indotyphlops madgemintonae madgemintonae (Khan, 1999);
- Indotyphlops madgemintonae shermani (Khan, 1999).

## Поширення і екологія
Indotyphlops madgemintonae мешкають в регіоні Азад Кашмір та на півночі Пенджабу, зокрема в околицях Рабваху. Вони живуть в соснових лісах з густим трав'яним підліском, що ростуть серед скель, на висоті 1315 м над рівнем моря. Ведуть риючий спосіб життя.